# غوالك
غوالك هي بلدة في مقاطعة كاسان في ولاية قشقداريا في أوزبكستان.